# 上原亜衣
上原 亜衣（うえはら あい、1992年11月12日 - ）は、日本の女性インフルエンサー、グラビアモデル、実業家、NFTクリエイター、投資家、熱波師、元AV女優。愛称は「あいちん」。
福岡県出身。AV女優デビューは2011年で、2016年5月20日に引退した。AV女優時代の所属事務所はマインズで、タレント復帰した2019年に同事務所と業務委託の形で再び関わっている。

## 略歴

### AV女優デビュー
福岡にて出生、東京で育つ。大学生時代、知人の紹介を経てスカウトされ、2011年にAVデビュー。芸名は、当人が上原多香子と加藤あいに似ていることから所属事務所の社長が名付けた。
2011年4月、名前の出ないオムニバス作品のひとりとしてデビュー。当時は学生であったこと、歯も矯正中であったことなどから半年でやめる予定であった。しかし約半年後に同じ事務所から小島みなみが華々しくデビューし、ああなりたいと思ったことで継続を決意する（ただし、小島を嫌っていた訳ではなくむしろ仲は良かった）。

### キカタンブームの火付け役

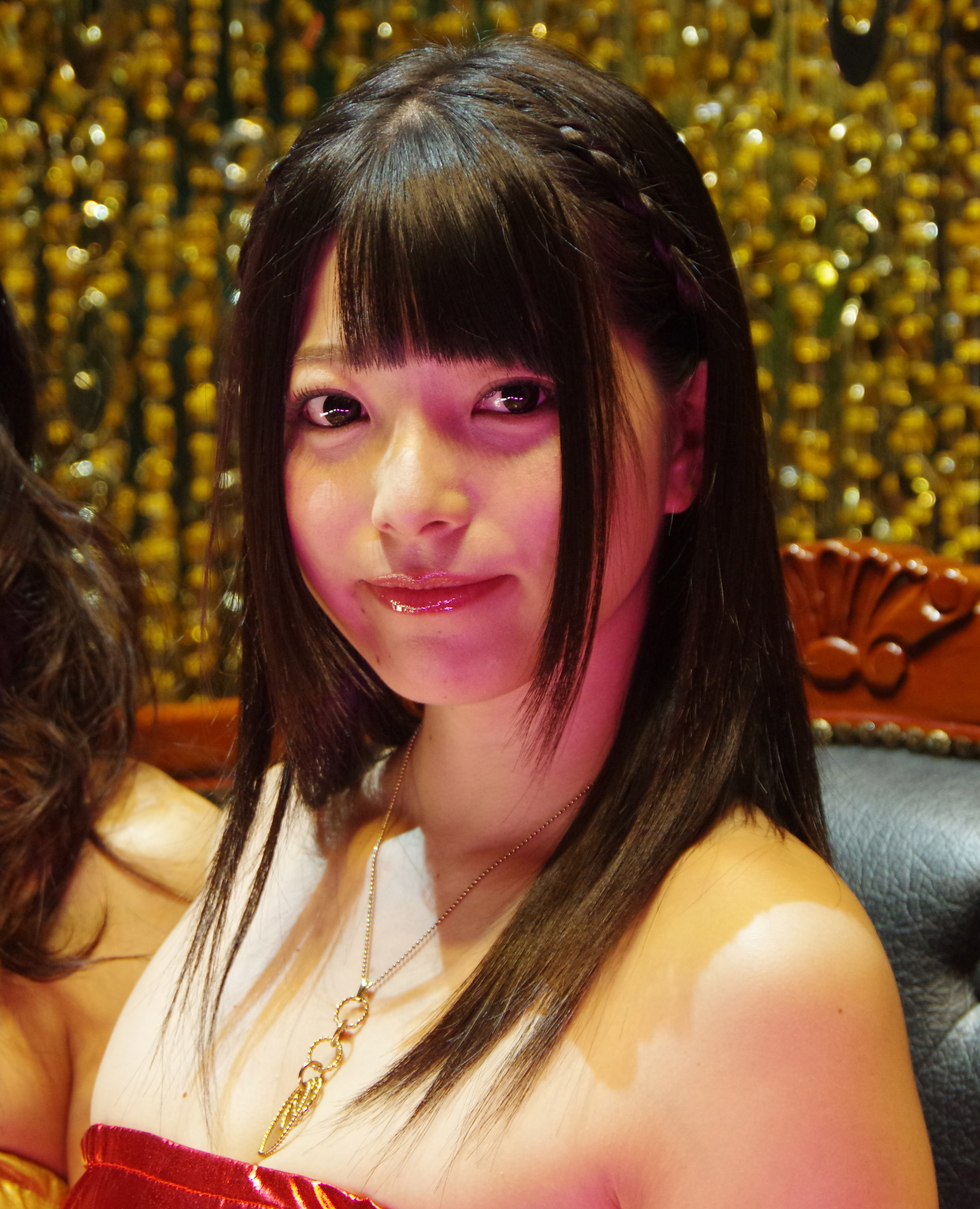
2014年9月撮影、東京ゲームショウ

2012年に「スカパー!アダルト放送大賞」で同じ企画単体女優であった成瀬心美が女優賞を獲得し、企画単体でもトップを撮れると確信したことでトップを意識し始め、以後、成瀬、大槻ひびき、波多野結衣などとともに2000年代初頭以来の企画単体女優（キカタン）ブームの火付け役ともなった。ほぼNGなし、仕事としてなんでもこなせるロボットになりたいと望んでいたこともあり、忙しい時期には月に撮影が25日間というスケジュールであったという。
2013年12月1日、AAK第4期生に選ばれ、「赤・青・黄」投票サイトで1位となった。
DMMの2013年・年間AV女優ランキングで1位となり、2014年4月には、DMMアワード2014において最優秀女優賞プラチナを受賞した。
2014年7月、セガのゲーム『龍が如く』のキャラクター出演をかけたセクシー女優人気投票にエントリーし、3位に選出され『龍が如く0 誓いの場所』への出演権を獲得した。
2015年9月24日、恵比寿★マスカッツのメンバーになる。
2015年11月17日に東京の豊洲PITで行われたJapan Adult Expo 2015の「AV OPEN2015」の表彰の中で2016年春をもってAV女優を引退することを発表した。その後ブログでも発表した。ラストイヤーは「マシーンでなく、人間的な部分を見せたい」とドキュメント作品を意図的に増やしてもらったという。
2016年3月16日、フォトエッセイ集『キカタン日記 無名の大部屋女優からAV女王に駆け上った内気な女の子のリアルストーリー』を発表。
2016年4月28日、前日の27日付で恵比寿★マスカッツを卒業したことを発表。
2016年5月1日から5月20日に浅草ロック座にて最後の公演を行った。2016年5月20日引退。
2018年8月、仮想空間プロジェクト「ANGELIUM」にて3Dアバターモデルとして参加。

### インフルエンサーとして復帰
2019年6月3日、TwitterとInstagramを新規開設。AV現役時代から13キロ減量し、タレント復帰。同年8月30日にYouTubeチャンネル『上原亜衣ちゃんねる』を開設。
2019年10月20日、『上原亜衣ちゃんねる』にて、自身初となるスタイルブック『Renatus』（双葉社）が12月に発売されることを発表。
2019年11月20日、自身のTwitterにて、台湾のゲームアプリ『一個官人一個妻 - 真愛唯一』（heyyogame）のイメージモデルとなったことを発表。
2020年6月18日、YouTubeサブチャンネル『ゆるっとあいちん』を開設。
2020年6月19日、講談社・ミスiD2021にエントリー。同年8月15日、『TOKYO SAKE FESTIVAL2020』に出席し、紗倉まな、小島みなみとともに日本酒文化大使に就任。11月20日、ミスiDファイナリスト進出。2021年4月11日、ミスiD2021実行委員長特別賞受賞。
2022年3月31日に会見を行い、同年5月1日から、東京・浅草ロック座でスペシャル公演を行うことを発表。同月20日まで公演を行った。
2022年9月10日、『近代麻雀』（竹書房）主催のグラビアアイドル撮影会・水着ファッションショーイベント『近代麻雀水着祭2022 - THE COLLECTION sugar - 』の初日にスペシャルゲストモデルとして出演した。
2023年8月21日発売『週刊プレイボーイ』における水着撮影会中止騒動を受けた検証グラビア記事「プール撮影会NG事例を実演してみた」内で約7年ぶりに水着グラビアを掲載。なお、前述のように上原自身も騒動のあった近代麻雀水着祭に出演経験がある。

### 実業家・プロデューサーとして
2020年にYouTube『あいちゃんねる』内の企画で、「第2の上原亜衣」を発掘する目的で上原自らプロデュースする「Ai Project」（あいプロジェクト）を立ち上げ、翌2021年にオーディションを開催したものの合格者なしに終わった。2023年には同プロジェクトの第2弾として、トップモデルの輩出を目標とした囲み形式の撮影会イベント「Ai撮影会」（あい さつえいかい）が始動。同年2月19日に第1回の撮影会が開催され、参加した若手モデルと共に上原自身もモデルとして被写体に立った。
2021年12月12日、上原がオーナーを務める美容サロン「Men's Beauty UPU」（メンズビューティー アップユー）の1号店を東京・新宿に開店。2022年11月9日には千葉市内に2号店（「Men's Beauty UPU 千葉」）を開店し、翌2023年6月16日に同店名を「Beauty Salon UPU CHIBA」（ビューティーサロン アップユーちば）に変更した。
2022年4月1日、東京・秋葉原にステージ育成型コンセプトカフェ「エターナルステージ produce by 上原亜衣」が開店。その名の通り上原がキャストの育成とステージショータイムのプロデュースを務めるだけでなく、自らも不定期でキャストとして接客やステージパフォーマンスを行っている。同年11月12日には同店にて自身の30歳のバースデーイベントが開催された。この他、AV女優やグラビアアイドル、著名な俳優などゲストイベントが不定期で開催されている。
2023年3月11日、東京・渋谷の「渋谷肉横丁」内にレモンサワー専門店「LEMON produced by 上原亜衣」が開店した。

### AIモデル「上原AI」誕生
2023年4月4日、AI（人工知能）を活用し、自身の名前（＝亜衣）とAIを掛けた「AI uehara project」（上原AI (あい) プロジェクト）を開始。画像生成AI「Stable Diffusion」向けに自身のNFT写真群を用いた追加学習データを無料配布するとともに、生成画像による「上原亜衣AI画像コンテスト」を実施した。
同年5月16日、AIクリエイター「TASUKU2023」が制作したAI画像が同コンテストの最優秀作品賞を受賞。
同年6月27日、上原とAIコミュニティの「AI VERSE」、AIクリエイターの「AIパンチ」の共同制作により、世界初となる実在するタレントをモデルにしたAIグラビア写真集『上原亜衣「再生」 AI Uehara 'Rebirth'』をAmazon Kindle限定で発売した。同月30日現在までに、Kindleの「アート・建築・デザインの絵画」「写真」「デザイン」の各売れ筋ランキングの有料部門で1位を獲得。Kindle総合でも16位にランクインした。
その後、別のクリエイターが制作した自身のAI写真集が、Kindleにて10月以降10作以上も発売された。
2024年1月2日、自身のnoteアカウントで、「上原AI」が本格始動することを発表。同時に上原AI名義のXアカウントと多言語によるYouTubeチャンネルの開設、LoRAモデルの商用利用の一般開放を実施する。

## 人物
- AV女優時代のスリーサイズはB83(Dカップ)W58H86。
- キャラは、天然で愛されキャラ[50][51]。
- 好きな食べものは、ウニ。
- 公式ブログの読者のことを「teamあいちん」と呼んでいる[52]。
- 初体験は中学3年の夏に同級生の彼氏と彼氏の家で[53]。
- 特技は、軟体[54][55]水泳。
- 根っからの勉強好きである。AVデビュー以前から幼稚園教員免許、保育士資格などを持ち、タレント復帰までの期間も食生活アドバイザー、ダイエット検定などを取得している[56]。上記のように最初の予定通りAVを半年でやめていたら保育士になるつもりであった。
- 子供のころには水泳のジュニアオリンピックで入賞するなど[57]、幼少時からアスリート気質でストイックな性分で、勉強も陸上スポーツも苦手であるが水泳は得意であったため小学校時代のあだ名は「魚」。メンタル部分はAV時代に鍛えられたとしている[57]。
- AVを初めてすぐの18歳頃に二重の埋没法手術（ただし、もともと奥二重であった）、生え際の産毛を脱毛することで額を広げる整形手術をおこなっている[58]。この時期に歯の矯正もしたという[58]。
- AV女優時代には総額2500万円の詐欺被害に遭ったことがあり、この経験から自身でも投資の勉強を始めている[59][60][61]。

## 作品
以下の作品がある。

### アダルトビデオ
※上原亜衣としてAVデビュー前の作品を含む。
2011年
| タイトル | 発売日   | 規格 | 品番       | メーカー                                  | 備考                   |
| --- | -------- | ---- | ---------- | ----------------------------------------- | ---------------------- |
| ロリっ娘ぷにまんオナニー | 4月26日  | DVD  | LML-003    | ラハイナ東海                              |                        |
| ミス・ソフト・オン・デマンド 社内美人コンテスト9+予選敗退社限定参加'絶対キレイになってやる!!'女を磨く特別訓練                        | 5月7日   | DVD  | SDMT-428   | SODクリエイト                             |                        |
| 2ティーン グラビア アイドル オイル猥褻マッサージ 禁断映像                                                                            | 5月24日  | DVD  | LML-004    | ラハイナ東海                              |                        |
| 隣のクラスの女の子 | 5月27日  | DVD  | TOSTO-008  | オルスタックピクチャーズ                  | R15作品 「下原舞」名義 |
| 東京観光バスで無理やり触られあえぎ声を我慢する田舎娘                                                                                 | 6月4日   | DVD  | NHDTA-116  | ナチュラルハイ                            |                        |
| 鼻水あそび 2 鼻水で、吸ったり舐めたり遊んだり…                                                                                       | 6月6日   | DVD  | IAPB-022   | アイリング                                |                        |
| 強制無許可中出し 淫行記録Vol.26 | 6月6日   | DVD  | GSR-026    | メガ・ハーツ                              | 「鮎川翔子」名義       |
| 拒めず、逃げず、声も出ない 感度良好女子 4                                                                                            | 6月18日  | DVD  | IENE-069   | アイエナジー                              |                        |
| 女監督ハルナの素人レズナンパ52 | 6月20日  | DVD  | NPS-102    | ピーターズ                                |                        |
| 娘に父親とSEXしたくなる催眠術をかけて中出し近親相姦させちゃいます                                                                    | 7月7日   | DVD  | RCT-322    | ROCKET                                    |                        |
| 射精時代 ビジネスガールの生々しくて淫靡な手淫                                                                                        | 7月15日  | DVD  | MN-040     | SEX Agent                                 |                        |
| 街中ゲリラ路上ナンパ兵器 マジックミラー便 初登場! 名門大学の入学式編 ターゲットは1ヶ月前までリアル女子校生の超絶フレッシュ女子大生!! | 7月21日  | DVD  | DVDES-429  | ディープス                                |                        |
| 少しくらいの精液はむしろ健康によい                                                                                                   | 7月22日  | DVD  | TMVI-014   | バルタン                                  |                        |
| 制服奴隷少女あや（18歳） | 8月6日   | DVD  | JFK-018    | 唾鬼                                      | 「あや」名義           |
| 素人生ハメ!ママ友ナンパ 2 幼妻愛好会 無垢で優しさあふれるママさんと3Pお遊戯                                                          | 8月10日  | DVD  | RZM-057    | ホットエンターテイメント                  |                        |
| 私、中出しされました。専業主婦コレクション 4時間                                                                                     | 8月12日  | DVD  | MDB-260    | BAZOOKA                                   |                        |
| 焦らし寸止めフェラチオ | 8月19日  | DVD  | AGEMIX-090 | SEX Agent                                 |                        |
| 黒ストの膝でコかれちゃった とにかく膝で責められたいんです                                                                            | 8月19日  | DVD  | AGEMIX-091 | SEX Agent                                 |                        |
| ●学生 あいちゃん 悶絶初アクメと中出しの記録 16                                                                                       | 8月20日  | DVD  | AMBI-016   | プラネットプラス                          |                        |
| ゴルフ練習場でスイングするたびにオマンコ丸見えな超ミニスカ娘は、一番最初に気付いて声を掛けた男性とヤルらしい…                        | 8月20日  | DVD  | HUNT-449   | Hunter                                    |                        |
| AV撮影現場を覗いてみませんか?イヤらしすぎる女性スタッフ達が撮影現場でチョメチョメしちゃった                                          | 8月26日  | DVD  | SCOP-007   | スクープ                                  |                        |
| 私が感じるところ… | 8月30日  | DVD  | PTOK-0012  | オルスタックピクチャーズ                  | R15作品 「下原舞」名義 |
| ロリ・ナンパすぺしゃる。25〜夏の海岸で見つけた、未完熟おもらしビキニ少女のワレメにいたずら中出し房総半島編〜                         | 9月2日   | DVD  | GON-437    | GLAY'z                                    |                        |
| タイトスカート尻コキ | 9月16日  | DVD  | AGEMIX-095 | SEX Agent                                 |                        |
| 巨乳素人ハメ撮り図鑑2「今日って…、スルよね?」                                                                                        | 9月23日  | DVD  | SLE-006    | SLEAZY                                    |                        |
| 女子○○生 拉致監禁 12 純真無垢な少女をアクメ人形化。あい                                                                              | 10月1日  | DVD  | KINK-012   | ローグ・プラネット/妄想族ブラックレーベル |                        |
| 勃起乳首責め 3 | 10月7日  | DVD  | RAFT-011   | 映天                                      |                        |
| 女性社員のフェラチオ能力向上活動 | 10月21日 | DVD  | MN-047     | SEX Agent                                 |                        |
| 就活中のオンナは簡単にオチる!!甘い言葉をささやき、股を開かせ、オイシクいただく!!                                                     | 10月28日 | DVD  | SCOP-024   | ケイ・エム・プロデュース                  |                        |
| 自画オナ | 11月4日  | DVD  | RAFT-012   | 映天                                      |                        |
| ロ●ータ縞パンニーソックス4時間 Vol.2                                                                                                 | 11月7日  | DVD  | GIGR-008   | GLAY'z IMPACT                             |                        |
| まさに、脱ぎたて（汚）下着チェック!!2                                                                                                | 11月18日 | DVD  | RAFT-013   | 映天                                      |                        |
| ガン見寸止めがフル勃起過ぎてもうたまらん。                                                                                           | 11月18日 | DVD  | AGEMIX-100 | SEX Agent                                 |                        |
| 女性社員、社内交尾で悶える。 | 11月18日 | DVD  | MN-051     | SEX Agent                                 |                        |
| SOD女子社員 輝く!!ミス ソフト・オン・デマンド 社内美人コンテスト10                                                                   | 11月19日 | DVD  | SDMT-591   | SODクリエイト                             |                        |
| 勃起乳首責め総集編4時間 | 12月2日  | DVD  | RAFT-014   | 映天                                      |                        |
| 2011 SOD女子社員（恥）公開仕事納め                                                                                                   | 12月22日 | DVD  | SDMT-618   | SODクリエイト                             |                        |

2012年
| タイトル                                                                                         | 発売日   | 規格 | 品番      | メーカー                         | 備考         |
| ------------------------------------------------------------------------------------------------ | -------- | ---- | --------- | -------------------------------- | ------------ |
| 黒人とウブ少女 あい                                                                              | 1月25日  | DVD  | SUSU-009  | シュシュ                         |              |
| ロリ★プチ 元ジュニアモデル                                                                       | 2月25日  | DVD  | AAO-020   | NEXT GROUP                       |              |
| ムレムレブルマバス 4                                                                             | 5月10日  | DVD  | DVDES-515 | ディープス                       |              |
| ハメられた着エロネットアイドル                                                                   | 5月20日  | DVD  | DHC-002   | ユープランニング                 |              |
| 彼女に試そうと隠していた媚薬を姉が勝手に使って僕の部屋で発情                                     | 5月24日  | DVD  | RCT-406   | ROCKET                           |              |
| 体育会系部活少女 新体操部あい                                                                    | 5月25日  | DVD  | LAKA-12   | ラマ                             |              |
| もうすぐ卒業だから…学籍番号009                                                                   | 5月25日  | DVD  | ODFA-009  | ワンダフル                       |              |
| ロリっ娘中出し Hi-Vision Collection                                                              | 6月1日   | BD   | TBD-054   | GLAY'z                           |              |
| 甘えて甘噛み                                                                                     | 6月21日  | DVD  | KUF-12033 | KEU                              |              |
| メイド喫茶の店員さん 今日のお仕事は中出し交尾◆あい                                               | 6月25日  | DVD  | SASS-13   | サムシング                       | 「あい」名義 |
| 女子校生 染みパンズボオナニー                                                                    | 7月1日   | DVD  | EVIS-015  | ゑびすさん/妄想族                |              |
| 地味な女子校生のネチネチとした小便いじめ                                                         | 7月5日   | DVD  | NFDM-250  | フリーダム                       |              |
| 横○○立大学付属病院勤務現役ナースAVデビュー!                                                      | 7月7日   | DVD  | BF-198    | BeFree                           |              |
| 巨乳OLバス痴漢                                                                                   | 7月12日  | DVD  | TLS-001   | プレステージ                     |              |
| 「間違えたフリして女子校通学バスに乗り込んで生でヤられた」VOL.1                                  | 7月19日  | DVD  | DANDY-292 | DANDY                            |              |
| 中出しロシアンルーレット                                                                         | 8月1日   | DVD  | MIGD-465  | ムーディーズ                     |              |
| 女子校生のブルマと太もも〜むっちりブルマに顔騎された男達〜                                       | 8月5日   | DVD  | NFDM-252  | フリーダム                       |              |
| SUPER JUICY はまKURI栗 〜美少女戦士拷問哀歌〜 第一幕〜序曲〜 新 幼淫被虐悲話                     | 8月7日   | DVD  | DXHK-001  | BabyEntertainment                |              |
| 官能スペシャリスト PUSSY DRIVER 突き上げられし肉壷の奥淫 絶叫!ドリル放置エクステンドver.         | 8月13日  | DVD  | DXPD-001  | BabyEntertainment                |              |
| 官能スペシャリスト 恐怖の操り性殖器 〜ザ・シビアン〜 完全撮り下ろし!10人の強制狂乱跨がり人形     | 8月13日  | DVD  | DXSY-001  | BabyEntertainment                |              |
| 女子校生マン汁垂れ高速ピストンオナニー                                                           | 8月19日  | DVD  | EVIS-017  | ゑびすさん/妄想族                |              |
| 手コキクリニック 手淫・口淫・性交出張精液採取スペシャル                                          | 9月6日   | DVD  | SDDE-289  | SODクリエイト                    |              |
| 初めてのディルドオナニー 素人10名                                                                | 9月7日   | DVD  | RAFT-020  | 映天                             |              |
| いもうとLOVEプラス 37                                                                            | 9月15日  | DVD  | KTDS-481  | ケートライブ                     |              |
| 潮吹き 現役メイド上原亜衣アナル解禁                                                              | 9月19日  | DVD  | CRPD-433  | クロス                           |              |
| フルハイビジョンの映像は噴出す潮に思わずのけぞる!                                                | 9月28日  | DVD  | BTMB-005  | バルタン                         |              |
| 催眠中毒 コスプレイヤー 亜衣Z                                                                    | 10月1日  | DVD  | ANX-012   | 催眠研究所別館                   |              |
| バックファイヤー 四つん這いの体勢からシッポのように出たチ○ポ                                     | 10月1日  | DVD  | MIAD-582  | ムーディーズ                     |              |
| お姉さん突然ですがケツの穴見せてください!                                                        | 10月5日  | DVD  | RAFT-012  | 映天                             |              |
| MOODYZファン感謝祭 うらバコバコバスツアー2012 補欠者救済?バコバス潜入捜査大作戦!!                | 10月13日 | DVD  | MIAD-583  | ムーディーズ                     |              |
| 愛玩少女 アナル人形8                                                                             | 10月13日 | DVD  | SID-042   | 中嶋興業                         |              |
| 大人しい地味子に中出し 7 あい                                                                    | 10月15日 | DVD  | KTDS-492  | ケートライブ                     |              |
| ロリ専科 キミだけに語りかけ!ロリっ娘20人!オマ●コぴちゃぴちゃ指入れ自画撮りオナニー4時間DX vol.02 | 10月19日 | DVD  | ONI-002   | GLAY'z                           |              |
| アナルでイキまくる女の子                                                                         | 10月26日 | DVD  | STAR-3024 | First Star                       |              |
| 照れ屋な娘のいつものセックス                                                                     | 11月1日  | DVD  | SQTE-034  | S-Cute                           |              |
| 指コキ 1本の指で竿をなぞるように刺激し射精へと誘う匠の業                                         | 11月1日  | DVD  | MIAD-586  | ムーディーズ                     |              |
| 青姦凌辱物語。〜お洋服を汚され、調教されるわたし〜あいEカップ19歳                                | 11月13日 | DVD  | APAK-049  | オーロラプロジェクト・アネックス |              |
| ベロで舐めしゃぶる 足指の間・足爪垢                                                              | 11月19日 | DVD  | LABB-002  | LABO/妄想族                      |              |
| 勃起乳首責め倒し                                                                                 | 11月19日 | DVD  | RAFE-001  | ex                               |              |
| 世界で一番大きなチンポを持つ男のSEX                                                              | 11月19日 | DVD  | RKI-223   | ROOKIE                           |              |
| 催眠素顔 3                                                                                       | 11月20日 | DVD  | HPF-003   | 催眠研究所                       |              |
| シオフキブレイド フェラチオン 潮吹きコスプレイヤー                                               | 11月20日 | DVD  | CCS-01    | ユープランニング                 |              |
| クチ!マンコ!アナル! 3穴輪姦FUCK                                                                  | 11月23日 | DVD  | MEEL-05   | メーテルホルモン                 |              |
| ぴちゃぴちゃWパイパン潮吹き!                                                                     | 11月25日 | DVD  | KAWD-415  | kawaii                           |              |
| 自由なきアナル被虐肉体で弁済する少女                                                             | 11月30日 | DVD  | RPD-002   | 大洋図書                         |              |
| 最高に汚くて臭い〜ッ（汚臭）下着モノ                                                             | 12月1日  | DVD  | RAFE-002  | ex                               |              |
| ロリ専科 美少女真性中出し                                                                        | 12月7日  | DVD  | CUT-003   | GLAY'z                           |              |
| JKチアガール 14                                                                                  | 12月7日  | DVD  | EKDV-280  | クリスタル映像                   |              |
| 放課後に君とふたりで。〜女子校生レズ〜                                                           | 12月13日 | DVD  | AUKG-151  | U&K                              |              |
| いもうとメイド ボクの萌え妄想                                                                    | 12月13日 | DVD  | HERR-020  | HERO                             |              |
| お仕置きビンタから潮まみれレズ調教                                                               | 12月20日 | DVD  | RCT-461   | ROCKET                           |              |
| ボルチオヒブノティックサロン 11                                                                  | 12月25日 | DVD  | PRIM-011  | プリンセスM                      |              |
| 可愛い顔しでデカ尻!!                                                                             | 12月30日 | DVD  | MKZ-007   | MARRION                          |              |

2013年
| タイトル | 発売日   | 規格 | 品番       | メーカー                            | 備考           |
| --- | -------- | ---- | ---------- | ----------------------------------- | -------------- |
| Ai あなたとあいのストーリー | 1月3日   | DVD  | REBD-041   | グラッツコーポレーション            |                |
| Ai あなたとあいのストーリー | 1月3日   | BD   | REBDB-027  | グラッツコーポレーション            |                |
| 日本の女性器大図鑑 私のオマ●コ見て下さい◆40人4時間DX                                                                                                  | 1月4日   | DVD  | BUR-414    | GLAY'z                              |                |
| 新宿東口高級メンズエステティックサロン | 1月11日  | DVD  | SCH-006    | プレステージ                        |                |
| JKブルマ 12 | 1月11日  | DVD  | EKDV-287   | クリスタル映像                      |                |
| 近親相姦×真性中出し | 1月13日  | DVD  | ARA-014    | ハヤブサ                            |                |
| 突撃痴女!宅配アナルソープ | 1月13日  | DVD  | SMA-658    | マルクス兄弟                        |                |
| 素顔がかわいい援交少女 | 1月13日  | DVD  | HERX-021   | HERO                                |                |
| リアルタイムラバーズ 1 操り刻淫肉人形 | 1月19日  | DVD  | DXRT-001   | BabyEntertainment                   |                |
| フェラチオSPIII おしゃぶり女子校生×240分×16人×16発 | 1月25日  | DVD  | CEN-009    | ハヤブサ                            |                |
| 腰振りディルド騎乗位オナニー! | 1月25日  | DVD  | SMA-660    | マルクス兄弟                        |                |
| 痴漢撃退できずに犯された女を撮る! | 1月25日  | DVD  | WANZ-227   | STAR PARADISE                       |                |
| 魂の一発大量中出し | 1月25日  | DVD  | HND-044    | 本中                                |                |
| W美少女密着 逆3Pソープランド | 2月1日   | DVD  | MIAD-600   | ムーディーズ                        |                |
| 職場に響く愛液とマシーンの音 自分からバイブにまたがる欲求不満OL 4 痴女OL編190分スペシャル                                                             | 2月7日   | DVD  | SVDVD-335  | サディスティックヴィレッジ          |                |
| ノーパン×潮吹き 上原亜衣 お貸しします。 | 2月8日   | DVD  | EKDV-293   | クリスタル映像                      |                |
| 監禁調教部屋 | 2月21日  | DVD  | TT-042     | グローリークエスト                  |                |
| AV女優上原亜衣がAV女優であることを実家で過激にカミングアウト!                                                                                         | 2月21日  | DVD  | DVDES-605  | ディープス                          |                |
| 自販機の裏でリア充美少女に野外潮を吹かせたった!電圧56倍ビックバンローター                                                                             | 2月21日  | DVD  | SVDVD-336  | サディスティックヴィレッジ          |                |
| お嬢様クロニクル 5 | 2月22日  | DVD  | ODFA-020   | ワンダフル                          |                |
| フェラチオSPIV 近親相姦フェラチオ 俺の娘、私の姉は尺八上手 210分×14人×近親フェラ14話                                                                  | 2月25日  | DVD  | CEN-010    | ハヤブサ                            |                |
| 尻伝説 | 2月25日  | DVD  | ZSD-73     | 実録出版                            |                |
| 早熟な生尻 | 2月25日  | DVD  | KAWD-434   | kawaii                              |                |
| ピタッ!密着◆おうちDE真正中出し | 2月28日  | DVD  | MOBBV-015  | モブスターズ                        |                |
| ブルまでスケベなM男フェチ責め | 2月28日  | DVD  | MMIF-002   | MARRION                             |                |
| スク水少女15人激イカセ4時間 | 3月1日   | DVD  | KOZE-002   | ローグ・プラネット（フェチ）/妄想族 |                |
| 愛らしい女子校生といやらしいセックス 未成年と肉体関係                                                                                                 | 3月1日   | DVD  | MUGON-086  | 無言/妄想族                         |                |
| 巨乳ヨガインストラクターの中出しSEXレッスン | 3月7日   | DVD  | SS-010     | グローリークエスト                  |                |
| 上原亜衣式 早漏チ○ポ強化合宿 | 3月7日   | DVD  | FSET-418   | AKNR                                |                |
| 若妻 奴隷撫子 | 3月8日   | DVD  | PWD-006    | ドリームチケット                    |                |
| 敬語淫語ヨダレ手コキ | 3月25日  | DVD  | SMA-669    | マルクス兄弟                        |                |
| 女子校生・イラマチオ | 4月5日   | DVD  | CEN-031    | ワープエンタテインメント            |                |
| ギャル家庭教師 パイパン潮吹き授業 | 4月7日   | DVD  | BF-243     | BeFree                              |                |
| 俺の可愛い妹がこんないやらしい顔でパンチラ挑発してきて、じゅぼじゅぼ指オナニーまでするハズがない!!5                                                   | 4月10日  | DVD  | UNCP-009   | unfinished                          |                |
| 「知らない女だけが損をする! 世界最大級のメガチ○ポで上原亜衣が強制フェラ/ハメ潮/生中出しをヤる」                                                       | 4月11日  | DVD  | DANDY-329  | DANDY                               |                |
| 新任教育実習生 上原亜衣 マシンバイブ調教×催淫三角木馬×危険日中出し15連発 そのすべてで 潮!潮!潮!                                                       | 4月11日  | DVD  | SVDVD-345  | サディスティックヴィレッジ          |                |
| 上原愛ぶっかけファン感謝祭 | 4月12日  | DVD  | GIRL-12    | First Star                          |                |
| いいなり事務員に中出し 1 あい | 4月15日  | DVD  | KTDS-547   | ケートライブ                        |                |
| 100発の精子飲む | 4月19日  | DVD  | IPSD-047   | アイデアポケット                    |                |
| 美尻少女悶絶潮!激噴射!! | 4月19日  | DVD  | KTKX-054   | キチックス/妄想族                   |                |
| 淫乱ハメ潮ずぶ濡れセックス | 4月19日  | DVD  | TYOD-187   | 乱丸                                |                |
| 過激な潮吹き祭り! 上原亜衣のレズファン感謝祭〜クレイジースプラッシュVer〜                                                                             | 4月25日  | DVD  | DVDES-622  | ディープス                          |                |
| 教育実習生の腋に発情してしまった俺 | 4月25日  | DVD  | FSET-426   | アキノリ                            |                |
| 上原亜衣ちゃんとレズれる!DVD | 4月25日  | DVD  | SDMT-926   | SODクリエイト                       |                |
| コスハメroom あい1○才 東方★+○夜咲夜でプライベート撮影                                                                                                 | 4月26日  | DVD  | ROOM-003   | I.B.WORKS                           |                |
| すぐに破れるコンドーム×上原亜衣 | 4月26日  | DVD  | SERO-0175  | EROTICA                             |                |
| 顔騎少女 | 4月29日  | DVD  | ZSGD-028   | 実録出版                            |                |
| Lesbian Venus〜リアルレズドキュメント〜 | 5月1日   | DVD  | AUKG-174   | U&K                                 |                |
| ドリシャッ!! | 5月3日   | DVD  | WDI-032    | ワープエンタテインメント            |                |
| 非ヌキ系サロン 液体エステで勃起しちゃった僕。9 JKバージョン                                                                                           | 5月9日   | DVD  | FSET-428   | アキノリ                            |                |
| 絶対に手を出してはいけない相手を夜這いしちゃった俺 6                                                                                                  | 5月9日   | DVD  | FSET-429   | アキノリ                            |                |
| 美少女アナルバカ一代 | 5月10日  | DVD  | STAR-1111  | First Star                          |                |
| 貴方のザーメン抜いてあげる 神技のキス、手コキ、フェラで抜く女子たち                                                                                   | 5月13日  | DVD  | CEN-012    | ハヤブサ                            |                |
| ご奉仕ばかりの毎日でタマっちゃってる白衣の天使は手頃で便利な入院患者の禁欲チ○ポでとりあえずの性欲処理をする                                           | 5月17日  | DVD  | CWM-170    | ワープエンタテインメント            |                |
| 同級生は人妻で、先生（夫）には内緒で潮吹き中出しさせてくれる優しい子                                                                                  | 5月23日  | DVD  | HAVD-859   | ヒビノ                              |                |
| おはズボッ!これって…気持ちいい肝試し!? 超敏感娘大パニックスペシャル                                                                                   | 5月24日  | DVD  | TMRD-546   | アテナ映像                          |                |
| パイパン純情 JK | 5月24日  | DVD  | EKDV-315   | クリスタル映像                      |                |
| パイパン純情 JK | 5月24日  | BD   | CABD-058   | クリスタル映像                      |                |
| 抜かずの14発中出し | 5月24日  | DVD  | SERO-0180  | EROTICA                             |                |
| 究極のファンサービス!?中出しアイドル撮影会 | 5月25日  | DVD  | SMA-679    | マルクス兄弟                        |                |
| 中出しを断りきれないいいなり彼女 | 5月25日  | DVD  | HND-060    | 本中                                |                |
| AV女優の姉VS弟 | 6月6日   | DVD  | SDMT-952   | SODクリエイト                       |                |
| スーパーデジタルモザイク NON STOP FUCK!66連発!!5時間!! ノーカット真性中出しガチ本番!無限絶頂19才 瀬乃ゆいか 限界ギリギリ 上原亜衣 お●んこ破壊… Sumire | 6月7日   | DVD  | YMDD-032   | 桃太郎映像出版                      |                |
| トリプルV.I.Pスプラッシュ 大量潮吹き30リットルスペシャル                                                                                              | 6月7日   | DVD  | PXD-027    | プレミアム                          |                |
| トリプルV.I.Pスプラッシュ 大量潮吹き30リットルスペシャル                                                                                              | 6月7日   | BD   | 9PXD-027   | プレミアム                          |                |
| 真性中出しSpecial★上原亜衣 | 6月13日  | DVD  | WED-119    | ハヤブサ                            | 単体ベスト作品 |
| 巨乳いもうと中出し 18 | 6月15日  | DVD  | KTDS-567   | ケートライブ                        |                |
| 淫語ごっくん美少女 | 6月20日  | DVD  | TT-051     | グローリークエスト                  |                |
| ハメ潮!イキ潮!飲み潮!4Pエッチ! 4 | 6月20日  | DVD  | SDMT-924   | SODクリエイト                       |                |
| 調教!家畜露出 3 | 6月20日  | DVD  | SVDVD-357  | サディスティックヴィレッジ          |                |
| 戦場の喉奥シャブリスト | 6月21日  | DVD  | CWM-174    | ワープエンタテインメント            |                |
| 上原亜衣と同棲しませんか? | 6月21日  | DVD  | EKDV-320   | クリスタル映像                      |                |
| 上原亜衣と同棲しませんか? | 6月21日  | BD   | CABD-060   | クリスタル映像                      |                |
| 全国女子大生図鑑☆高知 あいちゃん | 6月25日  | DVD  | BDSR-132   | ビッグモーカル                      |                |
| すごい潮吹き美少女に中出しFUCK | 6月25日  | DVD  | COSQ-029   | コスキューブ                        |                |
| 潮吹き大乱交4時間SPECIAL2 | 7月1日   | DVD  | MIRD-123   | ムーディーズ                        |                |
| 潮吹き大乱交4時間SPECIAL2 | 7月1日   | BD   | 9MIRD-123  | ムーディーズ                        |                |
| 小悪魔女子校生が悩殺してあげる 積極的なオンナの子!覚悟してね!男子たち!                                                                                | 7月2日   | DVD  | TGAV-045   | プレステージ                        |                |
| 僕を挑発する可愛いあの子は1回の射精では許してくれない                                                                                                 | 7月2日   | DVD  | TGAV-046   | プレステージ                        |                |
| 私、拘束されてます。奥ゆかしき和装美女をガンジガラメで玩具責め                                                                                        | 7月5日   | DVD  | MXD-019    | ドリームチケット                    |                |
| 上原亜衣のドライブデートしようよ | 7月5日   | DVD  | EKDV-322   | クリスタル映像                      |                |
| 生ハメ中出しごっくん痴女 | 7月6日   | DVD  | FSET-438   | アキノリ                            |                |
| AV業界行ってみたらホントはこんなエロかった!? | 7月6日   | DVD  | SDMT-745   | SODクリエイト                       |                |
| ソープ嬢になった同級生と温泉宿で一泊二日のハメ放題 | 7月6日   | DVD  | TIN-019    | 東京ティンティン+                   |                |
| ナマドル 生ハメできるNo.1アイドル!! | 7月13日  | DVD  | PMP-217    | みるきぃぷりん♪                     |                |
| メガネが似合う妹のおねだり手コキ | 7月13日  | DVD  | SMA-689    | マルクス兄弟                        |                |
| 潮と愛に満ち溢れた会館おもらし新婚性活 | 7月13日  | DVD  | MIAD-630   | ムーディーズ                        |                |
| 膣内射精の出来る無垢ナ女子校生限定ソープランド | 7月13日  | DVD  | MUKD-261   | 無垢                                |                |
| 卒業III 其の壱 | 7月19日  | DVD  | ONEZ-002   | プレステージ                        |                |
| ロリっ娘24人8時間 濡れちゃった敏感美少女DX | 7月20日  | DVD  | WNXG-011   | STAR PARADISE                       |                |
| 催眠研究-中毒- | 7月20日  | DVD  | HPR-001    | 催眠研究所                          |                |
| 美少女ふたりでエッチッチ! | 7月25日  | DVD  | KAWD-462   | kawaii                              |                |
| 上原亜衣CompleteBest 2枚組8時間 | 7月26日  | DVD  | LOVE-09    | First Star                          | 単体ベスト作品 |
| MOODYZファン感謝祭 バコバコバスツアー2013 お祭り大乱交スペシャル!!                                                                                    | 8月1日   | DVD  | MIRD-125   | ムーディーズ                        |                |
| MOODYZファン感謝祭 バコバコバスツアー2013 お祭り大乱交スペシャル!!                                                                                    | 8月1日   | BD   | 9MIRD-125  | ムーディーズ                        |                |
| 巨大ディルドでがに股立ちオナニーする女子校生 | 8月1日   | DVD  | EVIS-032   | ゑびすさん/妄想族                   |                |
| 私は痴女 上原亜衣編 | 8月2日   | DVD  | EKVD-330   | クリスタル映像                      |                |
| セクハラ指導をしていたらキレたチアリーダーにイジメられて何度も射精させられた。                                                                        | 8月5日   | DVD  | NFDM-300   | フリーダム                          |                |
| ノーパンおもらし女子校生 | 8月7日   | DVD  | PJD-081    | プレミアム                          |                |
| パイパンロリータBOX 4枚目16時間 | 8月9日   | DVD  | IBW-394z   | I.B.WORKS                           |                |
| 上原亜衣 PREMIUM BEST 4時間 | 8月9日   | DVD  | 21ID-029   | TMA                                 | 単体ベスト作品 |
| 上原亜衣 PREMIUM BEST 4時間 | 8月9日   | BD   | HITMA-189  | TMA                                 | 単体ベスト作品 |
| すっぴん女子校生がエロいんです!〜ヤリっぱなしの4時間〜                                                                                                | 8月13日  | DVD  | HERX-028   | HERO                                |                |
| W真性中出しSPECIAL240min. | 8月13日  | DVD  | MIGD-527   | ムーディーズ                        |                |
| 湯あがりぺちゃぱい バスタイム#2 少女、パイパン、貧乳、黒髪 まるっと8時間2枚組                                                                         | 8月19日  | DVD  | YOGU-015   | 幼獄LiTE/妄想族                     |                |
| 足裏パラダイス5 | 8月22日  | DVD  | KUF-13051  | KEU                                 |                |
| 小悪魔JK 大胆パンチラコレクション 7 | 8月25日  | DVD  | ARMG-240   | アロマ企画                          |                |
| 本物中出しファン感謝祭 | 8月25日  | DVD  | HNDS-009   | 本中                                |                |
| あいと子作り新婚生活 | 9月1日   | DVD  | WANZ-096   | ワンズファクトリー                  |                |
| アナル復活解禁&中出しSEX 大好きなアナタとならお尻の穴でも感じたい…                                                                                    | 9月1日   | DVD  | SIB-013    | 蜜月                                |                |
| 女弁護士 上原亜衣の淫語裁判 性犯罪の検証をしていくうちに明らかになる童貞、デカチンに発情!女法律家たちによる性器の淫語尋問バトル!!                     | 9月5日   | DVD  | DVDES-664  | ディープス                          |                |
| ハメ潮100リットル 中出しザーメン10リットル 上原亜衣をダマして超汗臭い日雇い労働者とナマ中出し乱交SEXをさせろ!                                         | 9月5日   | DVD  | SVDVD-369  | サディスティックヴィレッジ          |                |
| 美尻にぶち込む!!突きまくりバック100連発 | 9月7日   | DVD  | ALD-649    | 桃太郎映像出版                      |                |
| 溺愛する妹たちと近親相姦旅行 2枚組8時間 | 9月13日  | DVD  | IBW-400z   | I.B.WORKS                           |                |
| 中出し専用肉便器 | 9月13日  | DVD  | MIGD-532   | ムーディーズ                        |                |
| スク水H 57 | 9月20日  | DVD  | EKDV-339   | クリスタル映像                      |                |
| スク水H 57 | 9月20日  | BD   | CABD-068   | クリスタル映像                      |                |
| 人間廃業 | 9月27日  | DVD  | DV-1554    | アリスJAPAN                         |                |
| 可愛いパイパンロ●ータ 生中出し 4時間 | 9月27日  | DVD  | 21ID-034   | TMA                                 |                |
| 可愛いパイパンロ●ータ 生中出し 4時間 | 9月27日  | BD   | HITMA-195  | TMA                                 |                |
| 上原亜衣のプレミアム性感メンズエステ ファーストクラス                                                                                                 | 9月27日  | DVD  | KSDO-020   | TMA                                 |                |
| ぼくらの亜衣 4時間 永久保存版Special 国民的いもうとコレクションVol.17                                                                                 | 10月15日 | DVD  | KTDS-610   | ケートライブ                        | 単体ベスト作品 |
| 120分間ノンストップ撮影、ノーカット編集で生中出し31連発に長時間お掃除フェラ!!                                                                         | 10月18日 | DVD  | KV-126     | 映天                                |                |
| 上原亜衣 8時間 SPECIAL COLLECTION | 10月18日 | DVD  | CADV-426   | クリスタル映像                      | 単体ベスト作品 |
| 上原亜衣 8時間 SPECIAL COLLECTION | 10月18日 | BD   | CABD-069   | クリスタル映像                      | 単体ベスト作品 |
| フェチの館 他では見られない上原亜衣 | 10月19日 | DVD  | EVIZ-008   | ゑびすさん/妄想族                   |                |
| 口腔マニアックス 5〜口の中が好き〜 | 10月24日 | DVD  | KUR-13014  | KEU                                 |                |
| ぶっかけ中出し輪姦100連発 | 10月25日 | DVD  | DASD-229   | ダスッ!                             |                |
| どっぷり癒やされる本物中出し温泉 | 10月25日 | DVD  | HND-082    | 本中                                |                |
| 女子校生中出しソープ | 11月1日  | DVD  | WANZ-116   | ワンズファクトリー                  |                |
| 上原亜衣にレズで犯される神谷まゆ | 11月1日  | DVD  | HODV-20920 | h.m.p                               |                |
| 愛玩少女アナル人形コレクション 2 | 11月1日  | DVD  | SID-048    | 中嶋興業                            |                |
| AV女優が撮影現場に来たらいきなりSEX 即ハメ 生中出し SS-026                                                                                            | 11月7日  | DVD  | SS-026     | グローリークエスト                  |                |
| プレミアムWスプラッシュ 絶頂潮吹きノンストップスペシャル!                                                                                             | 11月7日  | DVD  | PJD-093    | プレミアム                          |                |
| 恥辱の教育実習生5 | 11月7日  | DVD  | SHKD-525   | アタッカーズ                        |                |
| パイパンJK THE BEST 8時間 | 11月8日  | DVD  | CADV-429   | クリスタル映像                      |                |
| 縛られたがる女子校生 | 11月8日  | DVD  | REAL-485   | ケイ・エム・プロデュース            |                |
| 上原亜衣 コレクターズエディション 4時間 | 11月13日 | DVD  | SBB-158    | マルクス兄弟                        | 単体ベスト作品 |
| 部活エッチ 4時間 ブルマ編 | 11月13日 | DVD  | BCDP-008   | BLACK DROP                          |                |
| 「代償奴隷」 〜陵辱された女子校生〜 | 11月16日 | DVD  | MXGS-575   | マキシング                          |                |
| 黒人の極太マラで壊される!日本人ウブ少女たち 2枚組8時間                                                                                                | 11月25日 | DVD  | AXEM-002   | アックスドットコム                  |                |
| 好きだから中出ししてっ!〜僕の彼女は上原亜衣〜 | 11月25日 | DVD  | HND-086    | 本中                                |                |
| 失禁潮吹きおもらしメイド | 12月1日  | DVD  | WANZ-124   | ワンズファクトリー                  |                |
| ラブレス。 | 12月5日  | DVD  | SILK-037   | SILK LABO                           | 女性向け       |
| ロリ専科 美少女をいいなりにして生ハメII 真性中出し!!4時間!!                                                                                           | 12月6日  | DVD  | CUT-012    | GLAY'z                              |                |
| 上原亜衣のソープしちゃうぞ | 12月6日  | DVD  | EKDV-353   | クリスタル映像                      |                |
| ゆりろり、おしり | 12月19日 | DVD  | LZYL-002   | レズれ!                             |                |
| 上原亜衣 16時間 | 12月19日 | DVD  | RKI-305    | ROOKIE                              | 単体ベスト作品 |
| 妹4人にいたずら子作り | 12月21日 | DVD  | ZUKO-044   | ZUKKON/BAKKON                       |                |
| 上原亜衣 最終章 | 12月25日 | DVD  | DXUA-001   | Baby Entertainment                  | 単体ベスト作品 |
| 俺の黒○がこんなに可愛いわけがない。4時間 | 12月27日 | DVD  | T28-340    | TMA                                 |                |
| 俺の黒○がこんなに可愛いわけがない。4時間 | 12月27日 | BD   | HITMA-210  | TMA                                 |                |

2014年
| タイトル | 発売日   | 規格 | 品番       | メーカー                       | 備考           |
| --- | -------- | ---- | ---------- | ------------------------------ | -------------- |
| 男魂快楽地獄責め 戦慄のマルチプル・オーガズム研究所 第十三巻                                                                 | 1月1日   | DVD  | MDSH-013   | MONSTER ENTERTAINMENT PICTURES |                |
| 中出しされたザーメンをごっくん Vol.2                                                                                         | 1月1日   | DVD  | MIGD-557   | ムーディーズ                   |                |
| 妹4人にいたずら子作り | 1月1日   | DVD  | ZUKO-044   | ズッコン/バッコン              |                |
| アナルを犯され続けた若妻の悲劇 夫不在の1週間                                                                                 | 1月7日   | DVD  | RBD-549    | アタッカーズ                   |                |
| 鬼イカセ | 1月10日  | DVD  | REAL-496   | ケイ・エム・プロデュース       |                |
| 鬼イカセ | 1月10日  | BD   | BDREAL-007 | ケイ・エム・プロデュース       |                |
| パイパン女子校生 無垢で無防備なワレメの純情天使                                                                              | 1月13日  | DVD  | BCDP-014   | BLACK DROP                     |                |
| OPPAIナーススペシャル 美少女ご奉仕天国4時間                                                                                  | 1月19日  | DVD  | PPSD-045   | OPPAI                          |                |
| AV女優と同棲しませんか?うらやましすぎる8時間SPECIAL                                                                          | 1月24日  | DVD  | CADV-443   | クリスタル映像                 |                |
| AV女優と同棲しませんか?うらやましすぎる8時間SPECIAL                                                                          | 1月24日  | BD   | CABD-074   | クリスタル映像                 |                |
| アニコス★H | 1月24日  | DVD  | EKDV-363   | クリスタル映像                 |                |
| アニコス★H | 1月24日  | BD   | CABD-075   | クリスタル映像                 |                |
| 幻影煙自慰 DOPE vol.1 | 1月25日  | DVD  | DXGD-001   | Baby Entertainment             |                |
| 義理の妹の無防備すぎる誘惑?チラリズム 妻の妹とドキドキ共同生活                                                               | 2月1日   | DVD  | WANZ-145   | ワンズファクトリー             |                |
| 尻コスッ!! | 2月1日   | DVD  | MIAD-664   | ムーディーズ                   |                |
| 綺麗な顔してマン毛ボォーボォー                                                                                               | 2月7日   | DVD  | ALD-697    | 桃太郎映像出版                 |                |
| AV女優お貸しします。 8時間 コスプレ編                                                                                        | 2月7日   | DVD  | CADV-447   | クリスタル映像                 |                |
| 上原亜衣 SPECIAL BEST 4時間                                                                                                  | 2月7日   | DVD  | 22ID-008   | TMA                            | 単体ベスト作品 |
| 上原亜衣 SPECIAL BEST 4時間                                                                                                  | 2月7日   | BD   | HITMA-218  | TMA                            | 単体ベスト作品 |
| 黒髪の美少女〜くろかみのびしょうじょ〜                                                                                       | 2月13日  | DVD  | BCDP-017   | BACK DROP                      |                |
| 狂乱木馬地獄 vol.1 | 2月13日  | DVD  | DXMJ-011   | BLACK BABY                     |                |
| 上原亜衣のギャルでしようよ◆                                                                                                  | 2月21日  | DVD  | EKDV-368   | クリスタル映像                 |                |
| 上原亜衣のギャルでしようよ◆                                                                                                  | 2月21日  | BD   | CABD-077   | クリスタル映像                 |                |
| 天国に一番近いマットプレイ 4時間                                                                                             | 2月21日  | DVD  | TSMS-016   | TMA                            |                |
| 美少女コスプレイヤー自画撮りオナニー                                                                                         | 2月25日  | DVD  | COSQ-042   | CMP                            |                |
| W美少女のエッチな休日中出し南国リゾート                                                                                      | 2月25日  | DVD  | HNDS-016   | 本中                           |                |
| 巨尻SPECIAL 清純美尻 | 3月3日   | DVD  | ZKKK-11    | 実録出版                       |                |
| 媚薬電流アクメ 3 | 3月6日   | DVD  | RCT-587    | ROCKET                         |                |
| 絶対!!ベスト6じかん。 | 3月7日   | DVD  | CLB-026    | ワープエンタテインメント       | 単体ベスト作品 |
| ハイパー美少女 PREMIUM 8時間                                                                                                 | 3月7日   | DVD  | CADV-454   | クリスタル映像                 |                |
| 東京BUNNY NIGHT 5 | 3月7日   | DVD  | BF-300     | BeFree                         |                |
| 童貞筆下ろし 年下の女の子に皮をむかれた性体験                                                                                | 3月10日  | DVD  | SHE-031    | ホットエンターテイメント       |                |
| 上原亜衣 潮吹き BEST SELECTION                                                                                               | 3月13日  | DVD  | BCDP-021   | BACK DROP                      | 単体ベスト作品 |
| 上原亜衣プロデュース 筆おろし童貞卒業バスツアー!!                                                                            | 3月13日  | DVD  | MIAD-673   | ムーディーズ                   |                |
| 「無垢」特選 無垢ナ女子校生限定ソープランド 大好評記念感謝祭 二百四十分プラチナコース 五回戦                                 | 3月13日  | DVD  | MUCD-104   | 無垢                           |                |
| ホッパンデニム美巨尻（；´Д｀）顔面騎乗                                                                                       | 3月15日  | DVD  | MHSO-008   | MARRION                        |                |
| 私の前で愛しあいなさい | 3月19日  | DVD  | LZWM-001   | レズれ!                        |                |
| パイパン純情JK 8時間スペシャル                                                                                               | 3月21日  | DVD  | CADV-455   | クリスタル映像                 |                |
| パイパン純情JK 8時間スペシャル                                                                                               | 3月21日  | BD   | CABD-078   | クリスタル映像                 |                |
| 中出しバス痴漢 | 3月25日  | DVD  | KRND-013   | 本中                           |                |
| レズism 4時間 | 4月4日   | DVD  | HODV-20968 | h.m.p                          |                |
| 眼鏡×女子 あい | 4月4日   | DVD  | EKDV-379   | クリスタル映像                 |                |
| 逆◆チクビ痴漢 | 4月11日  | DVD  | NLD-026    | ドリームチケット               |                |
| 美少女×イイオンナと中出しエッチ*8時間 マ○コの中に出しちゃった!!僕のザーメンが子宮へと駆け上がる16連発スペシャル!!            | 4月18日  | DVD  | CADV-461   | クリスタル映像                 |                |
| 汗と愛液。繰り返す絶頂。 | 4月19日  | DVD  | TPPN-001   | TEPPAN                         |                |
| 姉・亜衣と妹・ルリの中出しごっくん同棲生活                                                                                   | 4月25日  | DVD  | HNDS-020   | 本中                           |                |
| 黒パンスト女子校生の甘〜い誘惑                                                                                               | 4月25日  | DVD  | KAWD-524   | kawaii                         |                |
| 上原亜衣&女監督なんともJAPANが行く!エビ反りしちゃうほど過激なエロエロ媚薬レズプレイ編                                        | 4月25日  | DVD  | NNPJ-022   | ナンパJAPAN                    |                |
| 泥酔オールナイト中出し | 5月1日   | DVD  | MIGD-586   | ムーディーズ                   |                |
| 接吻奴隷 | 5月9日   | DVD  | WSS-249    | ワープエンタテインメント       |                |
| ボクだけのご奉仕メイド | 5月9日   | DVD  | EKDV-384   | クリスタル映像                 |                |
| マゾ淫語 4 | 5月9日   | DVD  | NITR-059   | クリスタル映像                 |                |
| 媚薬2穴アクメトリップ! | 5月19日  | DVD  | MVSD-224   | エムズビデオグループ           |                |
| kira★kira STREET GAL&おやじっち メイドGALはノーパン潮吹きウェイトレス                                                        | 5月19日  | DVD  | SET-016    | kira☆kira                      |                |
| 上原亜衣 8時間 SPECIAL COLLECTION 2                                                                                          | 5月23日  | DVD  | CADV-465   | クリスタル映像                 |                |
| 上原亜衣 8時間 SPECIAL COLLECTION 2                                                                                          | 5月23日  | BD   | CABD-080   | クリスタル映像                 |                |
| 子作り中出しシェアハウス | 5月25日  | DVD  | HNDS-022   | 本中                           |                |
| イカセ死亡遊戯 | 6月5日   | DVD  | RCT-618    | ROCKET                         |                |
| 強姦ドキュメント | 6月7日   | DVD  | SHKD-551   | アタッカーズ                   |                |
| SPECIAL DOUBLE CAST〜 レズAV監督白虎の「本気の愛し合い」 〜                                                                  | 6月13日  | DVD  | AUKS-044   | U&K                            |                |
| 緊縛女囚拷問刑務所6 懲罰の果ての絶望。獄中緊縛拘束絶叫電流加虐限界大量失禁アクメ                                             | 6月13日  | DVD  | CETD-178   | セレブの友                     |                |
| 潮吹き美少女 2穴OK生中出しソープ                                                                                             | 6月13日  | DVD  | MIGD-591   | ムーディーズ                   |                |
| 世界レベルの吸引力! サイクロン式バキュームフェラ ツインターボ ●玉の中身がスッカラカンになるまで吸引する強力な口内トルネード! | 6月19日  | DVD  | DVDES-749  | ディープス                     |                |
| ちっちゃい身体で尻穴大好き。アナル大好き少女9人大集合                                                                        | 6月19日  | DVD  | CRAD-097   | クロス                         |                |
| 魔淫の拷問 第一章 凄絶なる快楽魔女性感 女体拷問研究所ライジング                                                              | 6月19日  | DVD  | MDTK-006   | ハードマザーズ                 |                |
| スペレズ | 6月19日  | DVD  | MVSD-225   | エムズビデオグループ           |                |
| 女体拷問研究所 ZERO | 7月1日   | DVD  | AVOP-043   | BabyEntertainment              |                |
| 放課後の生贄 〜性感術に捧げる純真な肉体〜                                                                                    | 7月4日   | DVD  | MST-007    | オルガ                         |                |
| 母と娘 人には言えないレズ相姦                                                                                                | 7月7日   | DVD  | BBAN-007   | ビビアン                       |                |
| 女子校生近親強姦4時間 2 | 7月11日  | DVD  | HSRM-006   | TMA                            |                |
| E‐BODY | 7月13日  | DVD  | EBOD-386   | E‐BODY                         |                |
| ザーメン酔拳 | 7月13日  | DVD  | MIGD-597   | ムーディーズ                   |                |
| 外でエッチするから声だしちゃダメ…                                                                                            | 7月13日  | DVD  | MUKD-303   | 無垢                           |                |
| 自慰快楽パラノイド6 | 7月13日  | DVD  | CESD-062   | セレブの友                     |                |
| 上原亜衣のお家に、泊まりに行こう!!                                                                                           | 7月25日  | DVD  | EKDV-395   | クリスタル映像                 |                |
| 強制中出し孕ませ学園 | 7月25日  | DVD  | HNDS-024   | 本中                           |                |
| 対魔忍ムラサキ | 7月25日  | DVD  | ZIZG-004   | ZIZ                            | 「八津紫」役   |
| 100人×中出し | 8月1日   | DVD  | AVOP-069   | 本中                           |                |
| 原作 同人サークル四畳半書房 母娘の檻 〜地獄の始まり〜                                                                        | 8月1日   | DVD  | AVOP-072   | マドンナ                       |                |
| 現役女子大生の家庭教師を親がいない時に自宅で中出しレイプ盗撮                                                                 | 8月1日   | DVD  | AVOP-051   | 青空ソフト                     |                |
| 「DANDYちょいワケあり仕事集 特別号 まるごと上原亜衣」                                                                        | 8月7日   | DVD  | DANDY-390  | DANDY                          | 単体ベスト作品 |
| 天使すぎるS級アイドル女優1 彼女の気持ち見てみませんか?たっぷり183分!                                                         | 8月8日   | DVD  | IPOT-001   | smile change                   |                |
| 上原亜衣 女子校生COLLECTION                                                                                                  | 8月13日  | DVD  | BCDP-038   | BACK DROP                      | 単体ベスト作品 |
| ぶっかけ中出しアナルFUCK! | 8月13日  | DVD  | MIGD-601   | ムーディーズ                   |                |
| 媚薬を塗られたデッサンモデル                                                                                                 | 8月22日  | DVD  | SERO-0248  | EROTICA                        |                |
| バックで膣射!!〜美尻パンパン激FUCKからの真性中出し〜                                                                         | 8月25日  | DVD  | HND-123    | 本中                           |                |
| 復活!ほろ酔いエッチッチ♪ | 8月25日  | DVD  | KAWD-565   | kawaii                         |                |
| 上原亜衣の凄テクを我慢できれば生★中出しSEX!                                                                                  | 9月1日   | DVD  | WANZ-227   | ワンズファクトリー             |                |
| 淫らな腰振りノーパン巨尻痴女                                                                                                 | 9月1日   | DVD  | JUFD-393   | Fitch                          |                |
| Lord of Walkure×MOODYZコラボ企画 第2弾                                                                                       | 9月1日   | DVD  | MIRD-140   | ムーディーズ                   |                |
| 親族相姦 きれいな叔母さん | 9月1日   | DVD  | VENU-437   | VENUS                          |                |
| 上原亜衣を個室ビデオ店に派遣します。                                                                                         | 9月5日   | DVD  | EKDV-401   | クリスタル映像                 |                |
| 上原亜衣360分Special | 9月7日   | DVD  | BF-332     | BeFree                         | 単体ベスト作品 |
| 夫の目の前で犯されて─黒光りの暴辱                                                                                            | 9月7日   | DVD  | SHKD-564   | アタッカーズ                   |                |
| セーラー服着衣性交×純粋少女×純粋少女 セーラー服少女2人と逆3P 5時間30分                                                       | 9月13日  | DVD  | MUCD-120   | 無垢                           |                |
| 上原亜衣の童貞育成計画 | 9月25日  | DVD  | BCDD-001   | ビットチェリー/妄想族          |                |
| 超高級二輪車ソープ嬢 | 9月25日  | DVD  | STAR-550   | SODクリエイト                  |                |
| 本当に妊娠しやすい体位でやる受精SEX                                                                                          | 9月25日  | DVD  | HND-130    | 本中                           |                |
| 亜衣と汗だく四畳半性活 | 9月25日  | DVD  | KAWD-575   | kawaii                         |                |
| 原作・ポン貴花田×恋するヒロイン上原亜衣!!つぼみな奥さん                                                                      | 9月25日  | DVD  | URE-018    | マドンナ                       |                |
| 上原亜衣とSEXできる権利 | 9月26日  | DVD  | SERO-0252  | EROTICA                        |                |
| 朝から晩まで子作り三昧 | 10月1日  | DVD  | WANZ-245   | ワンズファクトリー             |                |
| 最初で最後の、上原姉妹 唯一の姉妹共演作!!!                                                                                   | 10月7日  | DVD  | YMDD-055   | 桃太郎映像出版                 |                |
| アナル、咲き乱れて… | 10月7日  | DVD  | RBD-624    | アタッカーズ                   |                |
| キスからはじまる母と息子の愛情、密着、濃厚セックス                                                                           | 10月7日  | DVD  | VENU-448   | VENUS                          |                |
| マゾの肖像〜被虐に疼く若妻の肉体〜                                                                                           | 10月10日 | DVD  | TORG-004   | オルガ                         |                |
| ふたなり×白い体液 | 10月13日 | DVD  | MIAD-716   | ムーディーズ                   |                |
| クチ・マ●コ・アナル3穴ゴックン15発over!!上原亜衣4時間                                                                        | 10月19日 | DVD  | MVBD-114   | エムズビデオグループ           | 単体ベスト作品 |
| 巨乳娘とヤリ放題 | 10月19日 | DVD  | PPPD-324   | OPPAI                          |                |
| 『はじめてが私じゃダメですか』上原亜衣は出会って30分で一般男性の中出し童貞を膣内にドクドク奪えるのか?                        | 10月23日 | DVD  | DANDY-397  | DANDY                          |                |
| 「超有名AV女優よりもエロの現場で働くスタッフが好き!上原亜衣の美人マネージャーでフル勃起してヤる」                            | 10月23日 | DVD  | INDI-013   | アマチュアインディーズ         |                |
| 上原亜衣 8時間 SPECIAL COLLECTION 3                                                                                          | 10月24日 | DVD  | CADV-490   | クリスタル映像                 | 単体ベスト作品 |
| 上原亜衣 8時間 SPECIAL COLLECTION 3                                                                                          | 10月24日 | BD   | CABD-085   | クリスタル映像                 | 単体ベスト作品 |
| 妊娠研究所 繰り返される中出し実験                                                                                            | 10月25日 | DVD  | KRND-025   | 本中                           |                |
| 性肛 前穴完全放置 | 11月1日  | DVD  | MIMK-025   | ムーディーズ                   |                |
| ロリ専科 上原亜衣 完全攻略 4時間                                                                                             | 11月7日  | DVD  | CUT-019    | GLAY'z                         |                |
| 女子高生監禁陵辱 鬼畜輪姦115                                                                                                 | 11月7日  | DVD  | SHKD-578   | アタッカーズ                   |                |
| 日本一可愛すぎるデカチンと狂うまでSEX                                                                                        | 11月8日  | DVD  | RCT-669    | ROCKET                         | 監督兼任       |
| ノーモザイク・レズれ! | 11月19日 | DVD  | LZWM-003   | レズれ!                        |                |
| 朝から晩まで中出しセックス 15                                                                                                | 11月20日 | DVD  | IENE-489   | アイエナジー                   |                |
| 10人連続真性中出しで患者の性処理を行う新人看護婦                                                                             | 11月20日 | DVD  | SDDE-377   | SODクリエイト                  |                |
| マシンバイブで中イキしまくる5分でガニ股挿入!2分で海老反り潮吹き!                                                             | 11月20日 | DVD  | SVDVD-441  | サディスティックヴィレッジ     |                |
| 脱法ガールの痙攣中出しセックス                                                                                               | 11月25日 | DVD  | HND-139    | 本中                           |                |
| 突撃!?隣のビンボーさん!なごみと亜衣が貧乏さんのお家でプライスレスな思い出作り                                                | 11月25日 | DVD  | KAWD-588   | kawaii                         |                |
| ZUKOBAKO 奇跡の夏休み〜素人男性達が過ごした夢の1日〜                                                                         | 12月1日  | DVD  | ZUKO-066   | ズッコン/バッコン              |                |
| ZUKOBAKO 奇跡の夏休み〜素人男性達が過ごした夢の1日〜                                                                         | 12月1日  | BD   | 9ZUKO-066  | ズッコン/バッコン              |                |
| 上原亜衣8時間 | 12月1日  | DVD  | BMW-076    | ワンズファクトリー             |                |
| DIGITAL CHANNEL DC123 | 12月1日  | DVD  | SUPD-123   | アイデアポケット               |                |
| JKチアガールズ | 12月5日  | DVD  | EKDV-410   | クリスタル映像                 |                |
| 女子アナに顔射!ゴールデン 上原亜衣スペシャル                                                                                 | 12月6日  | DVD  | RCT-680    | ROCKET                         |                |
| 夫婦で挑戦!夫が上原亜衣の凄テクを20分我慢できたら賞金!2回イカされちゃったら妻が寝取られ中出しSEX!!                           | 12月13日 | DVD  | HJMO-296   | はじめ企画                     |                |
| 初アナルの前の浣腸逆噴射 5時間20分                                                                                           | 12月19日 | DVD  | CRAD-109   | クロス                         |                |
| 100%まるごと上原亜衣ベスト 現役トップAVアイドルが本気で感じて本気で鳴き叫ぶ 緊縛拘束肉体折檻ハードファックまるごと4時間!     | 12月19日 | DVD  | EMRD-060   | エンペラー/妄想族              |                |
| 本気イキ!アナルセックス 4時間                                                                                                | 12月19日 | DVD  | SWAC-012   | 湘南/妄想族                    |                |
| 隣人のアエギ声で微妙な空気になった俺と女友達                                                                                 | 12月20日 | DVD  | FSET-529   | アキノリ                       |                |
| 本中4周年記念作品!!美少女中出し島2014                                                                                        | 12月25日 | DVD  | HNDS-027   | 本中                           |                |
| にゅるにゅる美少女3Pヘルス                                                                                                   | 12月25日 | DVD  | KAWD-601   | kawaii                         |                |

2015年
| タイトル | 発売日   | 規格 | 品番       | メーカー                           | 備考                           |
| --- | -------- | ---- | ---------- | ---------------------------------- | ------------------------------ |
| 脱獄者 | 1月7日   | DVD  | SHKD-592   | アタッカーズ                       |                                |
| 性交クリニック ファン感謝祭2015 超豪華S級ナース大集合!4時間スペシャル | 1月8日   | DVD  | SDDE-383   | SODクリエイト                      |                                |
| お姉ちゃんには内緒と言いながら乳首責めしてくる嫁の妹 | 1月8日   | DVD  | FSET-531   | アキノリ                           |                                |
| マジックミラー号 W生マ○コで童貞筆おろし! やさしく生ハメ・真正中出し | 1月22日  | DVD  | SDMU-166   | SODクリエイト                      |                                |
| 上原亜衣完全BEST14時間 | 1月25日  | DVD  | HNDB-060   | 本中                               | 単体ベスト                     |
| 上原亜衣 黒6時間 | 1月25日  | DVD  | HNDB-059   | 本中                               | 単体ベスト                     |
| 上原亜衣 白8時間 | 1月25日  | DVD  | HNDB-058   | 本中                               | 単体ベスト                     |
| 絶対美肌宣言 妖精のように透明感溢れる美少女3人が織りなす淫靡な世界 | 1月25日  | DVD  | KAWD-613   | kawaii*                            |                                |
| 中出しごっくん逆3P同棲性活 1ヵ月分の30発ザーメンを姉と妹2人が1日で中出しごっくん!! | 2月1日   | DVD  | MIGD-702   | MOODYZ                             |                                |
| WデリバリーSEX アナタの自宅に天海つばさと上原亜衣をお届けします | 2月19日  | DVD  | IPZ-523    | アイデアポケット                   |                                |
| 上原亜衣のものすごいハードプレイ8時間ベスト | 3月1日   | DVD  | MIBD-892   | MOODYZ                             | 総集編                         |
| 媚薬電流アクメ 5 エクストリーム | 3月5日   | DVD  | RCT-711    | ROCKET                             |                                |
| 上原亜衣に怒られたい コスって淫語で罵ってイカせちまうぞコラァ! | 3月7日   | DVD  | GDTM-025   | ゴールデンタイム                   |                                |
| 人間操りアイテム もしもデリヘル〜あの子は今日から俺専用デリヘル嬢〜 | 3月13日  | DVD  | MIMK-031   | MOODYZ                             |                                |
| 上原亜衣 8時間 SPECIAL COLLECTION 4 | 3月20日  | DVD  | CADV-515   | クリスタル映像                     | 総集編                         |
| 上原亜衣 8時間 SPECIAL COLLECTION 4 | 3月20日  | BD   | CABD-088   | クリスタル映像                     | 総集編                         |
| 出会って速攻、女優の方から襲いかかる生中出しSEX | 3月25日  | DVD  | PLA-045    | ダスッ!                            |                                |
| 4本番 | 4月19日  | DVD  | TPPN-051   | TEPPAN                             |                                |
| 「上原亜衣 全仕事集」 | 4月23日  | DVD  | DANDY-422  | DANDY                              | 総集編                         |
| あいちんとはたちゃんの秘密のヤリ部屋 | 4月25日  | DVD  | MIBD-910   | 本中                               |                                |
| 上原亜衣のチ○ポしごきに耐えたら10万円差し上げます | 5月8日   | DVD  | REAL-535   | ケイ・エム・プロデュース/REAL      |                                |
| 麻薬捜査官 ヤク漬け膣痙攣 | 5月9日   | DVD  | IESP-607   | アイエナジー                       |                                |
| 乳首の形がクッキリ!ノーブラニット姿に発情しちゃった俺。 | 5月9日   | DVD  | FSET-549   | アキノリ                           |                                |
| MOODYZファン感謝祭 自宅に押しかけ中出し大乱交4時間SPECIAL | 5月13日  | DVD  | MIRD-149   | MOODYZ                             |                                |
| 壁にはまって出れない!! | 5月25日  | DVD  | HND-181    | 本中                               |                                |
| 15周年記念SP サエない僕を不憫に思った若すぎる義母に「擦りつけるだけだよ」という約束で素股してもらっていたら互いに気持ち良すぎてマ○コはグッショリ!でヌルっと生挿入!「え!?入ってる?」でもどうにも止まらなくて中出し!                                               | 6月6日   | DVD  | IENE-568   | アイエナジー                       |                                |
| 徹底的腋 | 6月6日   | DVD  | FSET-554   | アキノリ                           |                                |
| イカセ4時間 | 6月12日  | DVD  | MILD-987   | ケイ・エム・プロデュース/Million   |                                |
| 嫁の妹の風呂上がりを見てしまった俺 | 6月18日  | DVD  | FSET-558   | アキノリ                           |                                |
| 淫語彼女 | 6月19日  | DVD  | DDB-271    | ドグマ                             |                                |
| 童貞OK娘 昨日までみんなと一緒にイジメていたくせに、ボクが童貞と知った途端「エッチさせてあげようか?」と、誘惑してくる彼女は童貞OK娘! | 7月23日  | DVD  | AP-233     | ATOM                               |                                |
| 復活アナル解禁 | 8月14日  | DVD  | XRW-106    | ケイ・エム・プロデュース/REAL      |                                |
| 緊縛令嬢 | 8月14日  | DVD  | MKMP-005   | ケイ・エム・プロデュース/Million   |                                |
| 100人×中出し2015 絶対に濡れてはイケない孕ませ学校 | 9月1日   | DVD  | AVOP-117   | 本中                               | 「AV OPEN 2015」エントリー作品 |
| 【限定共演】MOODYZファン感謝祭バコバコバスツアー2015-1泊2日でイクッ!夢の大乱交AVオールスターズ! | 9月1日   | DVD  | AVOP-119   | MOODYZ                             | 「AV OPEN 2015」エントリー作品 |
| SOD女性監督・山本わかめ式「射精コントロール」〜勃起した男子は'射精の快楽'を味わうためなら、女子の言いなりになってしまうのか?〜 | 9月1日   | DVD  | AVOP-102   | SODクリエイト                      | 「AV OPEN 2015」エントリー作品 |
| 上原亜衣式 脱童貞専任サポート | 9月10日  | DVD  | FSET-582   | アキノリ                           |                                |
| 濃厚不倫妻の告白 | 9月10日  | DVD  | MOND-051   | タカラ映像/第一放送                |                                |
| 鬼フェラ地獄 女子校生スペシャル 2 | 9月11日  | DVD  | REAL-549   | ケイ・エム・プロデュース/REAL      |                                |
| AV女優の裏側リポート かたりたがーる | 9月26日  | DVD  | VGD-164    | HMJM                               |                                |
| くいこみ股縄女剣士5 淫獄の見世物女郎 | 10月1日  | DVD  | CMV-079    | シネマジック                       |                                |
| え?嘘!混浴温泉だったの!!まずい勃起した。1人で温泉につかっていると、なんだか女の人の声がして全裸の母娘家族が入ってきた。お互い遠慮しながらも段々気分がゆるんできたのか彼女たちのタオルから乳首がポロリ。勃起チ○ポに気づき興奮した母娘たちに食べられちゃいました。 | 10月8日  | DVD  | SW-361     | SWITCH                             |                                |
| ネトラセーゼ 義理の父親と息子に妻を寝盗らせる話し | 10月8日  | DVD  | NTRD-035   | タカラ映像                         |                                |
| 佐倉絆と上原亜衣のダブルドリーム | 10月9日  | DVD  | MKMP-021   | ケイ・エム・プロデュース/Million   |                                |
| 鬼痴女地獄スペシャル | 10月9日  | DVD  | REAL-557   | ケイ・エム・プロデュース/REAL      |                                |
| レ×プ合法化2穴中出し学園 | 10月13日 | DVD  | MIRD-152   | MOODYZ                             |                                |
| 女監督ハルナの女と女の嫉妬 ガチンコトリプルレズバトル | 10月19日 | DVD  | LZPL-006   | レズれ!                            |                                |
| 全裸淫語ミュージシャン | 10月22日 | DVD  | RCT-787    | ROCKET                             |                                |
| 夫の兄に飼われる私2 | 10月25日 | DVD  | CEAD-095   | セレブの友                         |                                |
| スクープ撮!上原亜衣の「ガチプライベート中出しセックス」撮った!限界盗撮して即AV発売。 | 10月25日 | DVD  | HND-227    | 本中                               |                                |
| 奥出しオマ○コ | 11月1日  | DVD  | NUMA-001   | Redcat                             |                                |
| 上原亜衣流10通りのM男のイカせ方 | 11月5日  | DVD  | NFDM-427   | フリーダム                         |                                |
| レズ・オーガズム | 11月6日  | DVD  | HODV-21120 | h.m.p                              |                                |
| イタズラなレズKISS | 11月7日  | DVD  | BBAN-061   | ビビアン                           |                                |
| AV女優が撮影現場に来たらいきなりSEX 即ハメ 生中出し | 11月8日  | DVD  | SS-026     | グローリークエスト                 |                                |
| 完全主観!!人気女優が終始カメラ目線でマシンガンのように淫語を放ちながらSEX | 11月13日 | DVD  | MDB-656    | ケイ・エム・プロデュース/BAZOOKA   |                                |
| 上原亜衣のラブアイブ!ファン感謝祭コスプレぶっかけ中出し20連発!!〜ラブアイバーへ、あいちんからのプレゼント!〜 | 11月13日 | DVD  | T28-429    | トータル・メディア・エージェンシー |                                |
| 中年男に恋した私 「あなたの体はどこもかしこも好き」 | 11月13日 | DVD  | TAMM-001   | オルガ                             |                                |
| 殿堂!スーパーアイドル8時間 | 11月13日 | DVD  | MKMP-036   | ケイ・エム・プロデュース/Million   | 総集編                         |
| 鉄板Complete | 11月19日 | DVD  | TOMN-033   | TEPPAN                             | 総集編                         |
| 姉フェチ5 | 11月25日 | DVD  | CEAD-109   | セレブの友                         |                                |
| 僕らは上原亜衣を絶対に許さない!!!中出しヒッチハイクの全記録!! | 11月25日 | DVD  | HND-238    | 本中                               |                                |
| 若妻のパンチラ誘惑 | 11月26日 | DVD  | SPRD-839   | タカラ映像                         |                                |
| 金粉女神 | 11月27日 | DVD  | XRW-139    | ケイ・エム・プロデュース/REAL      |                                |
| 突撃潜入!!素人乱交サークル 3 | 12月1日  | DVD  | ZUKO-090   | ZUKKON/BAKKON                      |                                |
| あなた、許して…。背徳のキャンバス | 12月7日  | DVD  | ADN-064    | アタッカーズ                       |                                |
| 復刻 上原亜衣 4時間 | 12月13日 | DVD  | SBB-203    | マルクス兄弟                       | 総集編                         |
| 豪華共演!紗倉まな&超人気女優たちがイカせてくれる 夢のハーレム逆3Pスペシャル | 12月24日 | DVD  | STAR-640   | SODクリエイト                      |                                |
| 本中5周年記念作品!!美少女中出し島2015 | 12月25日 | DVD  | HNDS-039   | 本中                               |                                |
| 上原亜衣の神フェラ天国 | 12月25日 | DVD  | XRW-149    | ケイ・エム・プロデュース/REAL      |                                |
| オンナが本当にしてほしい理想のセックス | 12月25日 | DVD  | BKKG-001   | BECKAKU                            |                                |

2016年
| タイトル | 発売日  | 規格 | 品番       | メーカー                           | 備考           |
| --- | ------- | ---- | ---------- | ---------------------------------- | -------------- |
| 超名門セックス部に入部したから子作り2 | 1月1日  | DVD  | ZUKO-092   | ZUKKON/BAKKON                      |                |
| MOODYZ15周年記念作品 【限定共演】クリムゾンドリーム | 1月1日  | DVD  | MIMK-039   | MOODYZ                             |                |
| 緊縛調教記録2 | 1月7日  | DVD  | JBD-200    | アタッカーズ                       |                |
| 俺の肉便器〜四畳半監禁娘 | 1月8日  | DVD  | REAL-573   | ケイ・エム・プロデュース/REAL      |                |
| 肛虐の生贄 人妻アナル調教 | 1月8日  | DVD  | TAMO-015   | オルガ                             |                |
| 小夜子の食卓〜再会した幼なじみが、祖父の××になっていた〜 | 1月13日 | DVD  | MUDR-008   | 無垢                               |                |
| 上原亜衣のコスッて、こすっテ。 | 1月19日 | DVD  | KMI-102    | ミル                               |                |
| 引退告白 | 1月25日 | DVD  | HND-255    | 本中                               |                |
| だいしゅきホールド | 1月25日 | DVD  | PLA-055    | 本中                               |                |
| 【衝撃】女優崩壊観察ドキュメント! 絶叫即中出しきもだめしツアー | 1月25日 | DVD  | HNTV-002   | 本中                               |                |
| 痴女くノ一 | 1月25日 | DVD  | CJOD-007   | 痴女ヘブン                         |                |
| 対魔忍アサギ ANOTHER STORY 〜終わらない拘束調教アクメ〜 | 1月29日 | DVD  | ZIZG-014   | ZIZ                                |                |
| 爆乳緊縛ハードレズビアン〜若妻の貞操を狙う卑猥な隣人〜 | 2月1日  | DVD  | JUFD-565   | Fitch                              |                |
| 中出しごっくん逆3P同棲性活 1ヵ月分の30発ザーメンを姉と妹2人が1日で中出しごっくん!!                                                                                                | 2月1日  | DVD  | MIGD-702   | MOODYZ                             |                |
| むきだし 生ハメ中出し本気セックス | 2月5日  | DVD  | HODV-21141 | h.m.p                              |                |
| 上原亜衣BEST | 2月5日  | DVD  | RVG-020    | グローリークエスト                 | 単体ベスト作品 |
| 美人女将が心を込めたスペシャルテクニックで接待!至れり尽くせりのスペシャル温泉旅館!!                                                                                               | 2月12日 | DVD  | MDB-678    | ケイ・エム・プロデュース/BAZOOKA   |                |
| 上原亜衣コスプレ SPECIAL BEST 4時間 | 2月12日 | DVD  | ID-24009   | トータル・メディア・エージェンシー | 単体ベスト作品 |
| 超高級中出し専門ソープ4輪車4時間SPECIAL | 2月13日 | DVD  | MIRD-158   | MOODYZ                             |                |
| 上原亜衣SOD卒業撮り下ろし作品 カラダが溶けあうほど汗まみれ 唇・尻・乳・わきの下を、じっくりと味わわれる濃厚セックス 上原亜衣『溶ける』 +10作品 合計12SEX収録 240分 プレミアムBEST | 2月19日 | DVD  | SDMU-302   | SODクリエイト                      |                |
| 淫乱ダッチワイフ1号 イチャラブ猥褻アイドル'亜衣丸' | 2月19日 | DVD  | TYOD-300   | 乱丸                               |                |
| 好きなマ○コにいつでも中出しOK海の家 美少女編 | 2月25日 | DVD  | HNDS-041   | 本中                               |                |
| 好きなマ○コにいつでも中出しOK海の家 ヤリマン編 | 2月25日 | DVD  | HNDS-042   | 本中                               |                |
| もう老人しか愛せない3 〜義父に無理やり犯された若妻〜 | 2月25日 | DVD  | NSPS-436   | ながえSTYLE                        |                |
| 強制ごっくん肉便器 | 3月1日  | DVD  | JUFD-575   | Fitch                              |                |
| おじさんとJKの密室不純異性交遊 | 3月5日  | DVD  | FSET-614   | アキノリ                           |                |
| レズAVの流儀 最初で最後のプロフェッショナルレズビアン | 3月7日  | DVD  | BBAN-078   | ビビアン                           |                |
| 昭和おさな妻 上原亜衣 〜引き裂かれた無垢な純愛〜 | 3月11日 | DVD  | TORG-036   | オルガ                             |                |
| 可愛すぎるランジェリー娘5人と中出し性交R | 3月11日 | DVD  | T28-446    | トータル・メディア・エージェンシー |                |
| 10人10発+5発 本当の中出し | 3月11日 | DVD  | DVAJ-0121  | アリスJAPAN                        |                |
| 仲良し4姉妹と親にはナイショの近親相姦生活 4時間真性中出し SPECIAL | 3月13日 | DVD  | MIRD-160   | MOODYZ                             |                |
| 引退前夜祭 ガチ素人救済企画!100人×中出し引退版への道 | 3月25日 | DVD  | HNDS-043   | 本中                               |                |
| 上原亜衣のMスイッチ | 3月25日 | DVD  | MISM-012   | えむっ娘ラボ                       |                |
| 「凄い気持ちいいね…キス…。」おじさん食堂10 キスでイッちゃうんじゃないかってほど感じやすい奥さんの手料理とセックスが二つの意味でオイシイ。                                         | 3月25日 | DVD  | EIKI-008   | ビッグモーカル                     |                |
| あいちんkawaii*全作コンプリートだょ☆上原亜衣8時間special | 3月25日 | DVD  | KWBD-171   | Kawaii*                            | 単体ベスト作品 |
| 遅漏の僕が思わず10発射精した凄テク人妻ソープランド 二輪車SPECIAL | 4月7日  | DVD  | JUX-838    | マドンナ                           |                |
| 上原亜衣のガチ恋人選び大作戦!! わたし…普通の女の子に戻ります | 4月8日  | DVD  | EKDV-443   | クリスタル映像                     |                |
| 伝説のギャル泉麻那が現役No.1AV女優上原亜衣をギャル化プロデュース!! | 4月19日 | DVD  | BLK-275    | Kira☆Kira                          |                |
| 突撃!いたずらレズ乱交inメイクルーム | 4月19日 | DVD  | LZWM-014   | レズれ!                            |                |
| ありがとう!上原亜衣10時間2枚組BEST | 4月21日 | DVD  | RCT-854    | ROCKET                             | 総集編         |
| ありがとう!上原亜衣10時間2枚組BEST | 4月21日 | BD   | RCTBD-854  | ROCKET                             | 総集編         |
| 超総集編 上原亜衣100発!!8時間 | 4月22日 | DVD  | CADV-576   | クリスタル映像                     | 総集編         |
| 上原亜衣引退スペシャル AV男優×中出し 完全ノーカット6本番!! | 4月25日 | DVD  | HNDS-047   | 本中                               |                |
| 上原亜衣引退スペシャル 100キロ×中出し 上原亜衣に中出しするために引退現場まで走った孕ませ隊                                                                                        | 4月25日 | DVD  | HNTV-004   | 本中                               |                |
| 上原亜衣引退スペシャル 逆100人×中出し 次の上原亜衣になるAV女優は誰だ!? | 4月25日 | DVD  | HNDS-046   | 本中                               |                |
| 上原亜衣引退スペシャル 100人×中出し 引退させたいvs引退させたくない | 4月25日 | DVD  | HNDS-045   | 本中                               |                |
| 上原亜衣引退スペシャル 100人×中出し孕ませ隊守り隊 | 4月25日 | DVD  | HNDS-048   | 本中                               |                |
| 【完全限定生産】上原亜衣AV完全引退コンプリートBOX!! | 4月25日 | DVD  | HNDS-044   | 本中                               | 単体ベスト作品 |
| 女子校生媚薬拘束潮吹きイカセDX | 5月13日 | DVD  | XRW-174    | ケイ・エム・プロデュース/REAL      |                |
| 食ザー・ごっくん・黒人中出し 上原亜衣60発over!!ベスト | 5月19日 | DVD  | MVBD-153   | M's Video Group                    | 単体ベスト作品 |
| 巨尻美少女 上原亜衣伝説 〜引退記念メモリアル〜 | 5月23日 | DVD  | ZSDX-01    | 実録出版                           | 単体ベスト作品 |
| 100人×中出し2015 上原亜衣から中出しを守りたい女の子 素人ドキュメント | 5月25日 | DVD  | HNTV-005   | 本中                               |                |
| 鬼イカセ弐 上原亜衣 KMPファイナルSP! | 5月27日 | DVD  | REAL-598   | ケイ・エム・プロデュース/REAL      |                |
| ぶっかけ!イラマ!上原亜衣×引退記念 4時間 | 6月3日  | DVD  | WSP-115    | ワープエンタテインメント           |                |
| 引退記念!上原亜衣 BEST8時間 2枚組コンプリートボックス | 7月7日  | DVD  | YMDD-084   | 桃太郎映像出版                     | 単体ベスト作品 |
| 上原亜衣MOODYZ出演全30タイトル12時間コンプリートBEST | 8月1日  | DVD  | MIZD-024   | MOODYZ                             | 単体ベスト作品 |
| チ○ポ大好き上原亜衣最後のご奉仕 膣!尻!口!全ての穴で精液を搾る極限性交!! | 8月1日  | DVD  | REKU-017   | Redcat                             |                |
| 上原亜衣ベスト4時間 | 9月2日  | DVD  | HODV-21217 | h.m.p                              | 単体ベスト作品 |
| 犯し愛 亜衣✕ファイナルベスト | 9月30日 | DVD  | HFD-139    | ドリームチケット                   | 単体ベスト作品 |

2017年
| タイトル                                | 発売日   | 規格 | 品番     | メーカー                         | 備考           |
| --------------------------------------- | -------- | ---- | -------- | -------------------------------- | -------------- |
| 上原亜衣スペシャルコンプリート4時間BEST | 10月13日 | DVD  | MKMP-203 | ケイ・エム・プロデュース/Million | 単体ベスト作品 |

### アダルトビデオ（無修正）
| タイトル                                                      | 配信日         | メーカー       | 備考 |
| ------------------------------------------------------------- | -------------- | -------------- | ---- |
| Debut Vol.20 〜現役人気No.1女優、上原亜衣解禁〜               | 2015年3月15日  | カリビアンコム |      |
| THE 未公開 〜上原亜衣が抜く王様フェラ〜                       | 2015年4月7日   | カリビアンコム |      |
| 極上泡姫物語 Vol.27                                           | 2015年4月24日  | カリビアンコム |      |
| THE 未公開 〜鬼畜イラマチオ〜                                 | 2015年5月20日  | カリビアンコム |      |
| バックステージどっきりSP 〜膀胱パンパンパニック〜             | 2015年6月11日  | カリビアンコム |      |
| 激イカセ                                                      | 2015年6月30日  | カリビアンコム |      |
| THE 未公開 〜セーラー服で全身リップサービス〜                 | 2015年7月23日  | カリビアンコム |      |
| 女熱大陸 File.042                                             | 2015年8月6日   | カリビアンコム |      |
| マンコ図鑑                                                    | 2015年9月3日   | カリビアンコム |      |
| 早抜き 上原亜衣BEST                                           | 2016年4月5日   | カリビアンコム |      |
| 早抜き 上原亜衣BEST2                                          | 2016年4月19日  | カリビアンコム |      |
| ものすごい三穴蹂躙                                            | 2016年5月27日  | カリビアンコム |      |
| 洗練された大人のいやし亭 〜身も心もチンポも癒されてください〜 | 2016年7月1日   | カリビアンコム |      |
| THE 未公開 〜上原亜衣に罵られたい〜                           | 2016年7月21日  | カリビアンコム |      |
| 上原亜衣の超絶テクを我慢できたら生中出し                      | 2016年8月11日  | カリビアンコム |      |
| アナル図鑑                                                    | 2016年9月5日   | カリビアンコム |      |
| あなた、こんな私を許して                                      | 2016年10月11日 | カリビアンコム |      |
| 縦型動画 012 〜SSR虎の子の潮吹き〜                            | 2017年5月31日  | カリビアンコム |      |

### イメージビデオ
- エロキュート（2013年12月26日、オルスタックピクチャーズ、ECR-0062）
- Real X（2014年6月27日、彩文館出版、SBVD-0237）
- pg（2014年11月25日、ターンテーブル、PGOD-096）
- エロキュート 上原亜衣2（2015年1月29日、オルスタックソフト販売、ECR-0075）
- à nu（2015年10月16日、デジプラン、LV-03）[64]

### バラエティ
- かすみレディオVol.25（2015年、つくばテレビ、TUKA-081）

## 書籍

### 単行本
- キカタン日記 無名の大部屋女優からAV女王に駆け上った内気な女の子のリアルストーリー（2016年3月16日、双葉社） ISBN 978-4-575-31113-6
- すべてを手に入れる女は飾らない（2021年1月21日、KADOKAWA）ISBN 978-4-04-604995-7

### スタイル・ブック
- Renatus AI♡UEHARA STYLE BOOK [Amazon.co.jp限定表紙版] (2019年12月11日、双葉社） ISBN 978-4-575-31512-7
- Renatus AI♡UEHARA STYLE BOOK [通常版] (2019年12月12日、双葉社） ISBN 978-4-575-31516-5

### 連載
- 上原亜衣のアダルト活動日記（2015年1月27日号 - 2016年1月26日号、増刊大衆、双葉社）

### 写真集
- 少女日記（2013年8月20日、双葉社、撮影：山口勝己）ISBN 978-4-575-30562-3
- 純白（2014年4月28日、彩文館出版、撮影：ALEX WON）ISBN 978-4-7756-0552-3
- Allure（2015年3月18日、双葉社、撮影：山口勝己）ISBN 978-4-575-30849-5
- Dear（2016年1月25日、彩文館出版、撮影：前村竜二）ISBN 978-4-7756-0575-2

### グラビア
- 週刊SPA! 8/13・8/20号夏季合併号 （2019年8月6日、扶桑社、撮影：門嶋淳矢） JAN:4910234530890

### モデル
- ビジュアルヌード・ポーズBOOK act 上原亜衣（2014年11月26日、二見書房、撮影：長谷川朗）ISBN 978-4-576-14166-4

### カレンダー
- 上原亜衣 2014年カレンダー（2013年9月28日、トライエックス）
- 上原亜衣 2015年カレンダー（2014年9月27日、トライエックス）
- 卓上 上原亜衣 2015年カレンダー（2014年9月27日、トライエックス）
- 上原亜衣 2016年版カレンダー（2015年10月17日、ハゴロモ）
- 上原亜衣 2016年版卓上カレンダー（2015年10月17日、ハゴロモ）

### トレーディングカード
- ジューシーハニーコレクションカードVol.24（2013年11月23日、株式会社ミント） ※さとう遥希、つぼみとの共同作品
- ジューシーハニーコレクションカードラグジュアリーエディション（2014年12月20日、株式会社ミント） ※波多野結衣、天使もえとの共同作品

## 出演

### テレビ
- ビートたけしの親切な人が5千万円貸してくれないかTV （2013年12月27日、TBS）
- ゴッドタン（2014年2月15日、テレビ東京）
- あいのエチュード #39（2014年3月、エンタ!959）
- GO!GO!こじまな号 #22 - 24（2015年2月 - 4月、エンタ!959）
- 魚拓と成瀬のツキとスッポンぽん #41 - #44（2015年6月14日・21日・28日・7月5日、パチ・スロ サイトセブンTV）
- かすみレディオ#39（2015年8月 、エンタ!959）
- マスカットナイト（2015年10月8日 - 2016年4月28日、テレビ東京）
- じっくり聞いタロウ〜スター近況（秘）報告〜 （2019年9月13日、テレビ東京）
- スイモクチャンネル （2020年10月21日、BS-TBS）
- ギリギリライブ イマドキ女子のリアル生態調査（2021年10月12日・19日、北海道文化放送）

### 映画
- いんらんな女神たち（2014年1月24日、オーピー映画）監督:金沢勇大 他 第四話「ノリオのわくせい」 - 田畑麻里子 役 ※4話のオムニバス[65][66]
- ゴッドタン キス我慢選手権 THE MOVIE2 サイキックラブ（2014年10月17日、東宝映像事業部）監督:佐久間宣行 - 亜衣 役[67]
- 青春100キロ（2016年4月9日、本中/HMJM、監督：平野勝之）[68] - 本人 役[69]
- とのおと（2021年11月13日、ちーるあうとオリジナル短編映画） - 佐伯理沙 役

### Vシネマ
- 団地妻 蜜のしたたり（2013年8月25日、ジーピー・ミュージアム）監督:山内大輔 - 主演・操 役[70]

### ゲーム
- 龍が如く0 誓いの場所（2015年3月12日、セガ）
- 戦国愛撫-CHIGIRI-（2015年8月、DMM GAMES）- 織田信長 役ほか[71]
- 一個官人一個妻 - 真愛唯一 （2019年11月15日、heyyogame）
- 異世界帰りの僕と、失われた恋（2025年5月1日、Steam、第四の壁[72]） - 桐澤華怜/大魔王 役[73]

### インターネット放送
- トイズハートプレゼンツBUBKA「きのう誰食べた」（2016年3月1日、ニコニコ生放送、USTREAM）※ゲスト出演[74]
- 給与明細（2019年11月18日[56]、AbemaTV）
- 上原亜衣の裏ちゃんねる（2020年3月6日 - 、ニコニコ生放送）[75]
- ヒロミ・指原の“恋のお世話始めました”（2023年5月11日・25日、ABEMA）[76]

### ラジオ
- しずる村上のWALK THIS 麺（2020年12月27日[77] - 2021年1月10日、AuDee）

### パチンコ
- CRジューシーハニー2（2018年7月、サンセイアールアンドディ）[78]
- PジューシーハニーH（ハーレム）（2023年5月、サンセイアールアンドディ）

### イベント
- 近代麻雀水着祭2022 - THE COLLECTION sugar - （2022年9月10日、しらこばと水上公園） - スペシャルゲストモデル[79][80]
- 上原亜衣 MISOJI Party トークイベント（2022年11月12日、エターナルステージ produce by 上原亜衣）ゲスト：あやみ旬果、うんぱい、佳苗るか、小島みなみ / MC：シャバダバふじ[81]

### インタビュー
- 「上原亜衣と大人のおもちゃで遊んでみた! 定番オナホール最新版『セブンティーン ボルドー ソフト』編」（2016年4月23日、メンズサイゾー）[82]
- 【AV女王、上原亜衣引退祭!】史上最高集客数!大勢のファンと有名AV女優陣が想いをぶつける…ラストは上原亜衣からアナタへ最後のお手紙（全文抜粋）（2016年5月2日、DMM NEWS.R18）[83]
- 「上原亜衣に聞く"オトコ"」【全3回】(2019年12月25日、Smartlog）[84]